# Alegeri prezidențiale în Croația, 2024-2025
Alegerile prezidențiale au avut loc în Croația la 29 decembrie 2024, iar al doilea tur de scrutin a avut loc la 12 ianuarie 2025, după ce niciun candidat nu a obținut majoritatea voturilor în primul tur. Președintele în exercițiu Zoran Milanović a fost eligibil pentru un al doilea mandat, și a fost reales cu un record de 75% din voturi.

## Context
Alegătorii din Croația au votat, de asemenea, pentru Parlamentul croat în aprilie și pentru Parlamentul European în iunie.
Primul tur a fost planificat pentru decembrie 2024, dar la 15 martie 2024, președintele în exercițiu Zoran Milanović a anunțat că va candida ca candidat al Partidului Social Democrat din Croația (SDP) pentru funcția de prim-ministru. În timpul acestei conferințe de presă, el a dezvăluit, de asemenea, că își va da demisia din funcția de președinte numai în cazul unei victorii la alegerile parlamentare din 17 aprilie 2024. Dacă Milanović ar fi devenit prim-ministru, constituția impunea ca alegerile prezidențiale preliminare să aibă loc cel târziu la 16 iunie 2024. Cu toate acestea, coaliția Rivers of Justice⁠(d) condusă de SDP a câștigat doar 42 de locuri în alegeri, iar HDZ a câștigat un vot de încredere după ce a obținut sprijinul reprezentanților minorităților și mai multor parlamentari din cadrul Mișcării Patriei, continuând în funcția de președinte Milanović.
La 20 noiembrie 2024, prim-ministrul Andrej Plenković a anunțat că alegerile prezidențiale vor avea loc pe 29 decembrie, care au fost aprobate de Parlamentul croat pe 21 noiembrie.
Pregătirea alegerilor a fost afectată de mai multe controverse, inclusiv arestarea în noiembrie și demiterea ulterioară a ministrului Sănătății, Vili Beroš⁠(d), din cauza diverselor acuzații legate de corupție. Acest lucru a provocat o confruntare între agenția croată de aplicare a legii USKOK⁠(d) și Parchetul European, una dintre investigațiile căruia a fost zdrobită de arestare. Procurorul general al Croației⁠(d), Ivan Turudić, a decis că USKOK va continua ancheta folosind probele colectate de EPPO. Milanović a criticat această decizie. O altă controversă a avut loc cam în aceeași perioadă, când Milanović a respins propunerea guvernului de a implica Croația într-o operațiune NATO de antrenament de soldați ucraineni. Parlamentul nu a încercat să-și anuleze veto-ul.

## Sistem electoral
Președintele Croației este ales direct prin vot secret pentru un mandat de cinci ani, folosind sistemul în două tururi, președinții fiind limitați la două mandate complete. Constituția prevede ca alegerile prezidențiale să aibă loc nu mai devreme de 60 de zile și nu mai târziu de 30 de zile înainte de expirarea mandatului președintelui în exercițiu. Pentru a câștiga în primul tur este necesară majoritatea absolută (50% + 1 vot) a tuturor voturilor exprimate (inclusiv buletinele de vot nevalide, albe și neexprimate). Dacă niciun candidat nu primește majoritatea voturilor, va avea loc un al doilea tur de scrutin la paisprezece zile mai târziu, cu participarea celor doi candidați cu cel mai mare număr de voturi la primul tur. Candidatul care primește cel mai mare număr de voturi în al doilea tur (majoritate de voturi valabil exprimate) este declarat câștigător. Dacă unul dintre candidații care s-a calificat pentru al doilea tur de scrutin își retrage candidatura sau decedează, candidatul cu cel mai mare număr de voturi din primul tur îi ia locul în al doilea tur.
Pentru ca un potențial candidat să poată participa la alegeri și să aibă numele trecut pe buletinul de vot, aceștia trebuie să adune cel puțin 10.000 de semnături de la alegătorii eligibili, fiecare semnatar având voie să dea semnătura unui singur potențial candidat. Termenul de colectare a numărului de semnături menționat este stabilit la douăsprezece zile, iar după expirarea acestui termen potențialii candidați trebuie să le prezinte Comisiei Electorale de Stat pentru verificare.

## Candidați
La 11 decembrie, Comisia Electorală de Stat a publicat o listă cu opt candidați.